# Accident du DC-3 de Royal Nepal Airlines en 1962
Le 1er août 1962, un Douglas DC-3 exploité par Royal Nepal Airlines s'est écrasé au Népal lors d'un vol international entre l'aéroport Gaucher et l'aéroport de Palam. L'épave de l'avion, immatriculé 9N-AAP, a été retrouvée près de Tulachan Dhuri. Les dix passagers et les quatre membres d'équipage ont été tués. Il s'agit du premier accident aérien d'un vol international effectué par un transporteur népalais.

## Aéronefs
L'avion impliqué dans l'accident était un Douglas C-47 Skytrain, version du Douglas DC-3 exploité par Royal Nepal Airlines. Il avait effectué son premier vol en 1943 avec l'armée de l'air américaine. Avant d'être vendu à Royal Nepal Airlines en 1962, il a également été exploité par Orient Airways et Pakistan International Airlines.

## Equipage et passagers
Tous les occupants de l'avion ont péri dans l'accident : les quatre membres d'équipage et les dix passagers, dont l'ambassadeur indien au Népal. Le rapport de l'autorité de l'aviation civile du Népal indique que trois membres de l'équipage étaient très expérimentés.

## Accident
Il s'agissait d'un vol international régulier, qui a décollé de l'aéroport Gaucher à 12:21 NPT pour se rendre à l'aéroport de Palam. Il n'y avait pas de prévisions météorologiques disponibles à Katmandou, mais les pilotes devaient se tenir au courant en vol. A 13:15 NPT, le dernier contact a été établi avec le contrôle aérien de Calcutta.
À l'époque, il s'agissait du pire accident d'aviation de l'histoire du Népal. C'était le deuxième accident de cet avion exploité par Royal Nepal Airlines, qui était la seule compagnie aérienne du Népal à l'époque.

## Enquête
Le 2 août 1962, des opérations de recherche et de sauvetage ont été lancées par l'Autorité de l'aviation civile du Népal, mais ce n'est que le 9 août 1962 que l'épave a pu être retrouvée près de Tulachan Dhuri, sur une montagne située à 3 400 m d'altitude.
Le rapport officiel indique que la cause de l'accident est due au fait que l'avion a dévié de sa trajectoire alors qu'il volait dans des conditions météorologiques de vol aux instruments et qu'il tentait d'atteindre une altitude à laquelle il pourrait reprendre le vol à vue avant d'entrer en collision avec une montagne située à 3 400 mètres d'altitude. Le département a enfin suggéré de modifier l'itinéraire des vols entre Katmandou et New Delhi.

## Conséquences
Lors de l'enquête sur l'accident, un autre vol de Royal Nepal Airlines, le Pilatus PC-6 Porter, s'est écrasé à Barse Dhuri.